# Tribina galerije Uffizi (slika)
Tribina Galerije Uffizi (engleski: Tribuna of the Uffizi) je slika sjeveroistočnoga dijela Tribine galerije Uffizi u Firenci, koju je između 1772. i 1778. naslikao Johan Zoffany. Slika je dio Kraljevske zbirke Ujedinjenoga Kraljevstva.

## Izrada
Johan Zoffany bio je slikar iz Njemačke, koji je postao uspješan u Londonu. Među njegovim glavnim pokroviteljima bila je kraljevska obitelj. U ljeto 1772., Zoffany je otišao iz Londona u Firenzu, s narudžbom kraljice Charlotte, da naslika Firentinsku galeriju. (Ni ona, niti njezin muž kralj Juraj III. nisu nikada osobno posjetili Italiju.) Dogovorena cijena bila je visokih 300 funti. Felton Hervey, koji je posjedovao veliku umjetničku zbirku i poznavao kraljevsku obitelj, susreo se s Zoffanyjem u Firenzi. Prikazan je na istaknutom mjestu na slici, u prosincu 1772. Zoffany je krajem 1777. još uvijek radio na slici, vratio se u Englesku tek 1779., Hervey je tada već bio umro.

## Prikazane umjetnine
Zoffany je izmijenio aranžman umjetnina te prikazao i druge iz zbirke obitelji Medici. Dobio je posebne povlastice, za što su mu pomogli George Clavering-Cowper, 3. grof Cowper i Sir Horace Mann, 1. barunet. Tako je sedam slika, uključujući Rafaelovu Madonna della Sedia, privremeno doneseno iz palače Pitti, kako bi ih mogao slikati na licu mjesta, u Tribini. Kao zahvalu, Zoffany je prikazao Cowpera na slici kako promatra svoju tek nabavljenu umjetninu, Rafaelovu Madonnu Niccolini-Cowper (Cowper se nadao da će je prodati kralju; danas se nalazi u Nacionalnoj galeriji umjetnosti u Washingtonu), a Zoffany je prikazan kako je drži (lijevo od fauna koji pleše).
Neuokvirena Samijska sibila na podu kupljena je za zbirku Medicijevih, 1777. Bila je to radna kopija privjeska Guercinovoj Libijskoj sibili, koju je nedavno kupio Juraj III., i možda je prikazana kao kompliment prema njemu.

### Slike
| Zoffanyjeva | Izvornik | Autor i naslov                                                                           | Lokacija                            | Sadašnja lokacija                          |
| ----------- | -------- | ---------------------------------------------------------------------------------------- | ----------------------------------- | ------------------------------------------ |
|             |          | Annibale Carracci Venera sa satirom i kupidima                                           | Lijevi zid                          | Uffizi, Firenca                            |
|             |          | Guido Reni Milosrđe                                                                      | Lijevi zid                          | Palatinska galerija, palača Pitti, Firenca |
|             |          | Rafael Bogorodica della seggiola                                                         | Lijevi zid                          | Palatinska galerija, palača Pitti, Firenca |
|             |          | Correggio Bogorodica s Djetetom                                                          | Lijevi zid                          | Uffizi, Firenca                            |
|             |          | Justus Sustermans Portret Galilea Galileija                                              | Lijevi zid                          | Uffizi, Firenca                            |
|             |          | Prema Rembrandtu (?), moguće kopija djela Sveta Obitelj sa sv. Anom u Louvreu            | Lijevi zid                          | Nepoznato                                  |
|             |          | Tizianova radionica Bogorodica s Djetetom i sv. Katarina                                 | Središnji zid                       | Uffizi, Firenca                            |
|             |          | Rafael i radionica Sveti Ivan Krstitelj                                                  | Središnji zid                       | Uffizi, Firenca                            |
|             |          | Guido Reni Bogorodica                                                                    | Središnji zid                       | privatna zbirka?                           |
|             |          | Rafael Bogorodica del cardellino                                                         | Središnji zid                       | Uffizi, Firenca                            |
|             |          | Rubens Posljedice rata                                                                   | Središnji zid                       | Palatinska galerija, palača Pitti, Firenca |
|             |          | Franciabigio (prije pripisivano Rafaelu) Bogorodica del Pozzo                            | Središnji zid                       | Uffizi, Firenca                            |
|             |          | ?                                                                                        | Središnji zid između Satirovih nogu | Neidentificirano                           |
|             |          | Hans Holbein Portret Sir Richarda Southwella                                             | Središnji zid                       | Uffizi, Firenca                            |
|             |          | Rafael Peruginov portret                                                                 | Središnji zid                       | Uffizi, Firenca                            |
|             |          | Peruginova radionica (Niccolò Soggi?) Bogorodica s Djetetom, sv. Elizabetom i sv. Ivanom | Središnji zid                       | Uffizi, Firenca još uvijek u Tribini       |
|             |          | Guido Reni Kleopatra                                                                     | Desni zid                           | Palatinska galerija, palača Pitti, Firenca |
|             |          | Rubens Četiri filozofa                                                                   | Desni zid                           | Palatinska galerija, palača Pitti, Firenca |
|             |          | Rafael Papa Leon X. i kardinali Giulio de' Medici i Luigi de' Rossi                      | Desni zid                           | Uffizi, Firenca                            |
|             |          | Pietro da Cortona Abraham i Hagara                                                       | Desni zid                           | Muzej povijesti umjetnosti u Beču          |
|             |          | Bartolomeo Manfredi Počast Cezaru                                                        | Desni zid                           | Uffizi, Firenca                            |
|             |          | Cristofano Allori Gostoljubivost sv. Julijana                                            | Desni zid                           | Palatinska galerija, palača Pitti, Firenca |
|             |          | ?                                                                                        | Desni zid desno od Hrvača           | Neidentificirano                           |
|             |          | Rimsko milosrđe?                                                                         | Desni zid                           | Neidentificirano                           |
|             |          | ?                                                                                        | Desni zid iza Venere                | Neidentificirano                           |
|             |          |                                                                                          | Desni zid                           |                                            |
|             |          | Rafael Bogorodica Niccolini-Cowper Madonna                                               | Lower part                          | Nacionalna galerija umjetnosti Washington  |
|             |          | Guercinova radionica Samijska sibila                                                     | Donji dio                           | depoziti Palače Pitti, Firenca             |
|             |          | Tizian Venera od Urbina                                                                  | Donji dio                           | Uffizi, Firenca                            |

### Kipovi i drugo
Kipovi iz zbirke Medicijevih iz drevnoga Rima danas su uglavnom u glavnim hodnicima Galerije Uffizi, osim onih koji su još u Tribini, i osim manjih poprsja i kipića (nekih drevnih, nekih pseudo-drevnih), koji su u vlasništvu Nacionalnoga arheološkoga muzeja u Firenci i trajno izloženi u Vili Corsini a Castello blizu Firence. Brojne kipove sa Zoffanyjeve slike, međutim, tek treba identificirati. Drugi drevni izlošci (etruščanski, egipatski, grčki) uglavnom su u Nacionalnom arheološkom muzeju. Malobrojni renesansni izlošci iz Tribine danas su u muzeju Bargello.
| Zoffanyjeva | Izvornik | Autor i naslov                                                                             | Lokacija                         | Sadašnja lokacija                     |
| ----------- | -------- | ------------------------------------------------------------------------------------------ | -------------------------------- | ------------------------------------- |
|             |          | Poprsje mlade žene, tzv. Plautilla                                                         | Lijeva polica                    | Uffizi, Firenca                       |
|             |          | Poprsje, tzv. Geta                                                                         | Lijeva polica                    | Uffizi, Firenca                       |
|             |          | Poprsje žene                                                                               | Lijeva polica                    | Palača Pitti, Firenca                 |
|             |          | Drevno rimsko poprsje Julijevsko-klaudijske žene, tzv. Livia                               | Lijeva polica                    | Villa Corsini a Castello, Firenca     |
|             |          | Drevno rimsko poprsje, August                                                              | Lijeva polica                    | Palača Pitti, Firenca                 |
|             |          | Poprsje Agripine mlađe                                                                     | Lijeva polica                    | Uffizi, Firenca                       |
|             |          | Augustovo poprsje                                                                          | Lijeva polica                    | Palača Pitti, Firenca                 |
|             |          | Drevna rimska umjetnost Venera Afrodizijska                                                | Lijeva polica                    | Villa Corsini a Castello, Firenca     |
|             |          | Poprsje muškarca u antičkom stilu                                                          | Lijeva polica                    | Palača Pitti, Firenca                 |
|             |          | Muškarac koji sjedi                                                                        | Središnja polica                 |                                       |
|             |          | Drevno rimsko božanstvo koje sjedi                                                         | Središnja polica                 | Nacionalni arheološki muzej, Firenca  |
|             |          | Poprsje Anija Vera                                                                         | Središnja polica                 | Uffizi, Firenca                       |
|             |          | Kamena čašica s postoljem                                                                  | Središnja polica                 |                                       |
|             |          | Poprsje dječaka, tzv. mladi Neron                                                          | Središnja polica                 | Uffizi, Firenca                       |
|             |          | Drevno rimsko malo poprsje, August                                                         | Središnja polica                 | Nacionalni arheološki muzej, Firenca  |
|             |          | Poprsje Zeusa-Serapisa                                                                     | Središnja polica                 | Villa Corsini a Castello, Firenca     |
|             |          | Brončani kipić                                                                             | Središnja polica                 |                                       |
|             |          | Poprsje muškarca                                                                           | Središnja polica                 |                                       |
|             |          | Kupid s lukom                                                                              | Središnja polica                 | Uffizi, Firenca                       |
|             |          | Drevni rimski brončani kipić, Heraklo                                                      | Desna polica                     | Nacionalni arheološki muzej, Firenca  |
|             |          | Poprsje muškarca                                                                           | Desna polica                     |                                       |
|             |          | Posuda za balzamiranje                                                                     | Desna polica                     |                                       |
|             |          | Nervino poprsje                                                                            | Desna polica                     | Palača Pitti, Firenca                 |
|             |          | Bertoldo di Giovanni Putto koji svira lutnju                                               | Desna polica                     | Bargello, Firenca                     |
|             |          | Drevni rimski kipić, Satir                                                                 | Desna polica                     | Villa Corsini a Castello, Firenca     |
|             |          | Sloga u sjedećem položaju                                                                  | Desna polica                     | Nacionalni arheološki muzej, Firenca  |
|             |          | Drevno rimsko poprsje, mladi satir                                                         | Desna polica                     | Villa Corsini a Castello, Firenca     |
|             |          | Drevna rimska umjetnina, prema Lizipu Heraklo i Nemejski lav                               | Desna polica                     | Ermitaž, Petrograd                    |
|             |          | Tihe Antiohijska u sjedećem položaju                                                       | Desna polica                     | Nacionalni arheološki muzej, Firenca  |
|             |          | Bakhovo poprsje                                                                            | Desna polica                     |                                       |
|             |          | Drevna rimska umjetnina Kupid i Psiha                                                      | Sredina                          | Uffizi, Firenca                       |
|             |          | Drevna rimska umjetnina Faun koji pleše                                                    | Sredina                          | Uffizi, Firenca, još uvijek u Tribini |
|             |          | Jacopo Antelli (Monicca) i Jacopo Ligozzi Osmostrani stol s mozaikom Pietrea Durea mosaics | Sredina                          | Uffizi, Firenca, još uvijek u Tribini |
|             |          | Drevna rimska umjetnina Dijete Heraklo davi zmiju                                          | Sredina                          | Uffizi, Firenca, još uvijek u Tribini |
|             |          | Drevna rimska umjetnina Dva hrvača                                                         | Sredina                          | Uffizi, Firenca, još uvijek u Tribini |
|             |          | Cleomenes, Venera Medicijevih                                                              | Sredina                          | Uffizi, Firenca, još uvijek u Tribini |
|             |          | Baltimorski slikar Apulijski krater s Amazonomahijom                                       | Donji dio                        | Nacionalni arheološki muzej, Firenca  |
|             |          | Etruščanska brončana kaciga s "gumbom" na vrhu                                             | Donji dio                        | Nacionalni arheološki muzej, Firenca  |
|             |          | Drevna rimska umjetnina, Arrotino                                                          | Donji dio                        | Uffizi, Firenca još uvijek u Tribini  |
|             |          | Etruščanska (s dodatcima iz XVII. st.), Himera iz Arezza                                   | Donji dio                        | Nacionalni arheološki muzej, Firenca  |
|             |          | Andrea Briosco i radionica Svjetiljka u obliku savijenoga čovjeka                          | Donji dio                        | Bargello, Firenca                     |
|             |          | Asparov tanjur (missorium)                                                                 | Donji dio                        | Nacionalni arheološki muzej, Firenca  |
|             |          | Poprsje, tzv. Ciceron                                                                      | Donji dio                        | Uffizi                                |
|             |          | Firentinska pseudo-antička umjetnina Antinova brončana glava                               | Donji dio                        | Nacionalni arheološki muzej, Firenca  |
|             |          | Brončana svjetiljka                                                                        | Donji dio                        |                                       |
|             |          | Etruščanski krater                                                                         | Donji dio                        | Nacionalni arheološki muzej, Firenca  |
|             |          | Etruščanski vrč                                                                            | Donji dio                        | Nacionalni arheološki muzej, Firenca  |
|             |          | Etruščanska situla                                                                         | Donji dio                        | Nacionalni arheološki muzej, Firenca  |
|             |          | Brončani kipić                                                                             | Donji dio                        |                                       |
|             |          | Drevna grčka umjetnina, Torzo iz Livorna                                                   | Donji dio                        | Nacionalni arheološki muzej, Firenca  |
|             |          | Drevna egipatska umjetnina, Kockatsi Ptahmozov kip                                         | Donji dio                        | Nacionalni arheološki muzej, Firenca  |
|             |          | Etruščanska ukopna urna                                                                    | Donji dio ispod Venere od Urbina | Nacionalni arheološki muzej, Firenca  |

## Osobe na slici
Svi poznavatelji, diplomati i posjetitelji u Firenci mogu se identificirati.
Prva skupina ljudi nalazi se oko Niccolinijeva Bogorodice. S lijeva, stojeći, nalaze se George Clavering-Cowper, 3. grof Cowper, Sir John Dick, barunet od Braida, Other Windsor, 6. grof od Plymoutha i sam slikar, Johann Zoffany. S druge strane slike slijede g. Stevenson i njegov prijatelj George Legge, 3. grof od Dartmoutha, dok na stolici sjedi Charles Loraine Smith i, iza njega, sagnut, Richard Edgcumbe, kasnije 2. grof od Mount Edgcumbea.
Još su dva poznavatelja blizu Satira. Prvi je navodno Joseph Leeson, 2. grof od Milltowna, iako se njegov portret ne podudara u dobi i sličnosti s onim u Nacionalnoj galeriji Irske, autora Pompea Batonija, i Valentine Knightley iz Fawsleya. 
Nadalje, prema središtu slike, Pietro Bastianelli, kustos Galerije Uffiyi, pokazuje Tizianovu Veneru od Urbina Johnu Gordonu, zatim Thomas Patch (vjerojatno muškarac koji dotiče Veneru), Sir John Taylor, 1. barunet, i Sir Horace Mann. Muškarac koji sjedi, gledajući unatrag, je Felton Hervey.
U skupini oko Venere Medicijevih su John Finch, 9. grof od Winchilsea, g. Wilbraham (jedan od sinova Rogera Wilbrahama iz Natwicha), g. Watts, g. Doughty i, s druge strane, Thomas Wilbraham (drugi sin) i James Bruce.

## Napomene
1. ↑  Ovu je sliku tada posjedovao Zoffany, što objašnjava njezino istaknuto mjesto.